# Aphilopota vicaria
Aphilopota vicaria là một loài bướm đêm trong họ Geometridae.